# Taulisa koepckei
Genre
Espèce
Taulisa koepckei, unique représentant du genre Taulisa, est une espèce d'opilions laniatores de la famille des Agoristenidae, en clair : un faucheux.

## Distribution
Cette espèce est endémique de la région de Lambayeque au Pérou. Elle se rencontre vers Hacienda Taulis.

## Description
La femelle holotype mesure 1,5 mm.

## Étymologie
Cette espèce est nommée en l'honneur de Hans-Wilhelm Koepcke.

## Publication originale
- Roewer, 1956 : « Arachnida Arthrogastra aus Peru, II. » Senckenbergiana biologica, vol. 37, p. 429–445.